# Орбитални елементи
Свака орбита је одређена орбиталним елементима или параметрима који тачно описују орбиту, као и положај тела на њој. Орбиталних елемената има шест и они су: ексцентрицитет, велика полуоса, инклинација, лонгитуда узлазног чвора, аргумент перихела, Апоцентар и перицентар, и права аномалија.

## Кеплерови елементи
Традиционални орбитални елементи су шест Кеплерових елемената, по Јоханесу Кеплеру и његовим законима планетарног кретања.
Када се посматрају из инерцијалног оквира, два тела у орбити оцртавају различите путање. Свака од ових путања има фокус у заједничком центру масе. Када се посматра из неинерцијалног оквира усредсређеног на једно од тела, видљива је само путања супротног тела; Кеплерови елементи описују ове неинерцијалне путање. Орбита има два скупа Кеплерових елемената у зависности од тога које тело се користи као референтна тачка. Референтно тело (обично најмасовније) назива се примарно, друго тело се назива секундарно. Примарни не мора нужно да поседује већу масу од секундарног, а чак и када су тела једнаке масе, орбитални елементи зависе од избора примарног.
Два елемента дефинишу облик и величину елипсе:
- Ексцентрицитет (e) — облик елипсе, који описује колико је издужена у односу на круг (није означено на дијаграму).
- Велика полуоса (a) — збир растојања периапсе и апоапсе подељен са два. За класичне орбите са два тела, велика полуоса је растојање између центара тела, а не растојање тела од центра масе.

Два елемента дефинишу оријентацију орбиталне равни у коју је уграђена елипса:
- Инклинација (i) — вертикални нагиб елипсе у односу на референтну раван, мерено у узлазном чвору (где орбита пролази нагоре кроз референтну раван, зелени угао i на дијаграму). Угао нагиба се мери нормално на линију пресека између орбиталне и референтне равни. Било које три тачке на елипси ће дефинисати орбиталну раван елипсе. Раван и елипса су дводимензионални објекти дефинисани у тродимензионалном простору.
- Географска дужина узлазног чвора (Ω) — хоризонтално оријентише узлазни чвор елипсе (где орбита пролази нагоре кроз референтну раван, симболизовану са ☊) у односу на тачку равнодневнице референтног оквира (симболизовану са ♈︎). Ово се мери у референтној равни и приказано је као зелени угао Ω на дијаграму.

Преостала два елемента су:
- Аргумент перихела (ω) дефинише оријентацију елипсе у орбиталној равни, као угао мерен од узлазног чвора до перихела (најближа тачка када сателитски објекат долази до примарног објекта око којег кружи, плави угао ω у дијаграм).
- Права аномалија (ν, θ, или f) у епохи (t0) дефинише положај тела у орбити дуж елипсе у одређено време („епоха“).

### Обавезни параметри
С обзиром на инерцијални референтни оквир и произвољну епоху (одређену временску тачку), потребно је тачно шест параметара да се недвосмислено дефинише произвољна и непоремећена орбита.
То је зато што проблем садржи шест степени слободе. Оне одговарају трима просторним димензијама које дефинишу позицију (x, y, z у Декартовом координатном систему), плус брзину у свакој од ових димензија. Они се могу описати као вектори орбиталног стања, али ово је често незгодан начин за представљање орбите, због чега се уместо њих обично користе Кеплерови елементи.
Понекад се епоха сматра „седмим“ орбиталним параметром, а не делом референтног оквира.
Ако је епоха дефинисана у тренутку када је један од елемената нула, број неодређених елемената се смањује на пет. (Шести параметар је и даље неопходан за дефинисање орбите; он је само нумерички постављен на нулу по конвенцији или се „премешта“ у дефиницију епохе у односу на време у стварном свету.)

### Алтернативне параметризације
Кеплерови елементи се могу добити из орбиталних вектора стања (тродимензионални вектор за позицију и други за брзину) ручним трансформацијама или помоћу компјутерског софтвера.
Други параметри орбите могу се израчунати из Кеплерових елемената као што су период, апсида и перихел. (Када круже око Земље, последња два појма су позната као апогеј и перигеј.) Уобичајено је да се наведе период уместо велике полуосе у скуповима Кеплерових елемената, пошто се сваки може израчунати из другог за дати стандардни гравитациони параметар, GM, је дат за централно тело.
Уместо средње аномалије у епохи, може се користити средња аномалија M, средња географска дужина, права аномалија ν0 или (ретко) ексцентрична аномалија.
Коришћење, на пример, „средње аномалије“ уместо „средње аномалије у епохи“ значи да време t мора бити наведено као седми орбитални елемент. Понекад се претпоставља да је средња аномалија нула у епохи (одабиром одговарајуће дефиниције епохе), остављајући само пет других орбиталних елемената да буду специфицирани.
За разна астрономска тела користе се различити скупови елемената. Ексцентрицитет, e, и велика полуоса, a, или растојање периапсе, q, користе се за одређивање облика и величине орбите. Географска дужина узлазног чвора, Ω, инклинација, i, и аргумент периапсе, ω, или географска дужина периапсе, ϖ, одређују оријентацију орбите у њеној равни. Географска дужина у епохи, L0, средња аномалија у епохи, M0, или време проласка перихела, T0, користе се за спецификацију познате тачке у орбити. Избори зависе од тога да ли се пролећна равнодневица или чвор користи као примарна референца. Велика полуоса је позната ако су познате средње кретање и гравитациона маса.
Такође је прилично уобичајено видети или средњу аномалију (M) или средњу географску дужину (L) изражену директно, без M0 или L0 као међукорака, као полиномску функцију у односу на време. Овај метод изражавања ће консолидовати средње кретање (n) у полином као један од коефицијената. Изгледаће да су L или M изражени на сложенији начин, али ће се чинити да је потребан један орбитални елемент мање.
Средње кретање такође може бити скривено иза цитата орбиталног периода P.
| Објекат            | Употребљени елементи |
| ------------------ | -------------------- |
| Главна планета     | e, a, i, Ω, ϖ, L0    |
| Комета             | e, q, i, Ω, ω, T0    |
| Астероид           | e, a, i, Ω, ω, M0    |
| Двоправни елементи | e, i, Ω, ω, n, M0    |

#### Трансформације Ојлеровог угла
Углови Ω, i, ω су Ојлерови углови (који одговарају α, β, γ у ознакама коришћеним у том чланку) који карактеришу оријентацију координатног система
x̂, ŷ, ẑ из инерцијалног координатног оквира Î, Ĵ, K̂
где:
- Î, Ĵ се налази у екваторијалној равни централног тела. Î је у правцу пролећне равнодневице. Ĵ је окомито на Î и са Î дефинише референтну раван. K̂ је управно на референтну раван. Орбитални елементи тела (планете, комете, астероиди, ...) у Сунчевом систему обично користе еклиптику као ту раван.
- x̂, ŷ су у орбиталној равни и са x̂ у правцу ка перицентру (периапсис). ẑ је управно на раван орбите. ŷ је међусобно окомито на x̂ и ẑ.

Затим, трансформација из Î, Ĵ, K̂ координатног оквира у оквир x̂, ŷ, ẑ са Ојлеровим угловима Ω, i, ω је:
{\displaystyle {\begin{aligned}x_{1}&=\cos \Omega \cdot \cos \omega -\sin \Omega \cdot \cos i\cdot \sin \omega \ ;\\x_{2}&=\sin \Omega \cdot \cos \omega +\cos \Omega \cdot \cos i\cdot \sin \omega \ ;\\x_{3}&=\sin i\cdot \sin \omega ;\\\,\\y_{1}&=-\cos \Omega \cdot \sin \omega -\sin \Omega \cdot \cos i\cdot \cos \omega \ ;\\y_{2}&=-\sin \Omega \cdot \sin \omega +\cos \Omega \cdot \cos i\cdot \cos \omega \ ;\\y_{3}&=\sin i\cdot \cos \omega \ ;\\\,\\z_{1}&=\sin i\cdot \sin \Omega \ ;\\z_{2}&=-\sin i\cdot \cos \Omega \ ;\\z_{3}&=\cos i\ ;\\\,\end{aligned}}}
{\displaystyle \left[{\begin{array}{ccc}x_{1}&x_{2}&x_{3}\\y_{1}&y_{2}&y_{3}\\z_{1}&z_{2}&z_{3}\end{array}}\right]=\left[{\begin{array}{ccc}\cos \omega &\sin \omega &0\\-\sin \omega &\cos \omega &0\\0&0&1\end{array}}\right]\,\left[{\begin{array}{ccc}1&0&0\\0&\cos i&\sin i\\0&-\sin i&\cos i\end{array}}\right]\,\left[{\begin{array}{ccc}\cos \Omega &\sin \Omega &0\\-\sin \Omega &\cos \Omega &0\\0&0&1\end{array}}\right]\,;}
где је
{\displaystyle {\begin{aligned}\mathbf {\hat {x}} &=x_{1}\mathbf {\hat {I}} +x_{2}\mathbf {\hat {J}} +x_{3}\mathbf {\hat {K}} ~;\\\mathbf {\hat {y}} &=y_{1}\mathbf {\hat {I}} +y_{2}\mathbf {\hat {J}} +y_{3}\mathbf {\hat {K}} ~;\\\mathbf {\hat {z}} &=z_{1}\mathbf {\hat {I}} +z_{2}\mathbf {\hat {J}} +z_{3}\mathbf {\hat {K}} ~.\\\,\end{aligned}}}
Инверзна трансформација, која израчунава 3 координате у I-J-K систему дате 3 (или 2) координате у x-y-z систему, представљена је инверзном матрицом. Према правилима матричне алгебре, инверзна матрица производа 3 ротационе матрице добија се инвертовањем редоследа три матрице и променом предзнака три Ојлерова угла.
Трансформација од x̂, ŷ, ẑ до Ојлерових углова Ω, i, ω је:
{\displaystyle {\begin{aligned}\Omega &=\operatorname {arg} \left(-z_{2},z_{1}\right)\\i&=\operatorname {arg} \left(z_{3},{\sqrt {{z_{1}}^{2}+{z_{2}}^{2}}}\right)\\\omega &=\operatorname {arg} \left(y_{3},x_{3}\right)\\\,\end{aligned}}}
где arg(x,y) означава поларни аргумент који се може израчунати са стандардном функцијом atan2(y,x) доступном у многим програмским језицима.